# Hôpital Saint-Jacques aux pèlerins
Pour les articles homonymes, voir Hôpital Saint-Jacques.
L'hôpital Saint-Jacques  aux Pèlerins est un ancien hôpital démoli en 1823  qui s’étendait dans un quadrilatère entre les rues Saint-Denis, Mauconseil (à l'emplacement de l'actuelle rue Étienne-Marcel), Mondétour et rue du Cygne dans le 1er arrondissement de Paris .

## Historique

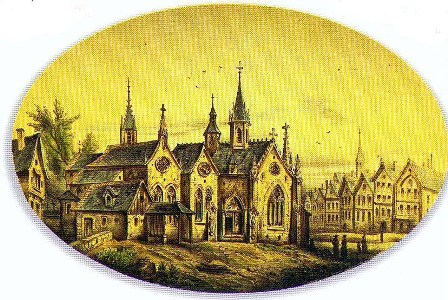
Dessin de 1820 de l’église dans son environnement au Moyen-Âge

L’ancien hôpital Saint-Jacques aux Pèlerins fut fondé par des bourgeois de Paris ayant effectué le pèlerinage de Saint-Jacques, groupés en confrérie pour héberger les pèlerins. Cette création fut autorisée par lettres patentes du roi Louis le Hutin du 10 juillet 1315.
Pour apaiser une querelle avec le curé de Saint-Eustache qui craignait un empiètement de l’église de l’hôpital sur sa paroisse, le pape Jean XXII  autorisa par une bulle de 1320 la nomination d’un clergé propre à cette institution et son indépendance des autorités religieuses de Paris. 
L’hôpital administré par des laïcs bénéficiait de donations princières, parmi lesquelles celles de Charles de Valois et de Jeanne de Bourgogne, et celles de riches notables ce qui a permis l’extension du domaine par achat de maisons particulières, l’agrandissement des bâtiments et l’ornementation de la chapelle.
Certains dons s’accompagnaient de fondations pieuses (messes ou prières à perpétuité) pour le salut du donateur qui nécessitaient un clergé important, jusqu’à 20 chapelains au XIVe siècle.
Le vaste ensemble pouvait accueillir jusqu’à 1500 convives assis lors des banquets annuels célébrant la fête du Saint patron Jacques le Majeur.
L’hôpital comprenait plus de 40 lits pour l’hébergement des pèlerins qui étaient également nourris et accueillait également des pauvres. 
L’hôpital n’a cependant jamais été un établissement de soins : les malades étaient transférés à l’Hôtel-Dieu.
Sa chapelle était d'architecture semblable à celle de l'église Saint-Leu-Saint-Gilles à proximité et possédait comme celle-ci une cave, s'ouvrant par une trappe en haut des marches de l'église, où étaient entreposés les provisions.

## Le déclin et la suppression de l'hôpital
Le déclin du pèlerinage après le Moyen Âge amène celui de l’hôpital Saint-Jacques qui devient principalement un asile hébergeant des pauvres et des mendiants. L’hôpital est rattaché en 1782 aux Enfants-Trouvés et n’a plus que 4 chapelains en 1789. Les bâtiments sont saccagés pendant la Révolution et les œuvres d’art pillées.
La confrérie est supprimée par la loi du 18 août 1792. L’administration des hospices de Paris qui était propriétaire de l'hôpital depuis son rattachement aux enfants-trouvés vend l’ensemble en 24 lots de 1811 à 1821. L’église est démolie en 1823.
La rue Saint-Jacques de l’hôpital, (tronçon de l’actuelle rue Pierre-Lescot), est ouverte sur ce domaine à cette époque et la rue Mondétour qui se limitait à la rue du Cygne est prolongée jusqu'à la rue Mauconseil. L'environnement est encore bouleversé sous le Second-Empire par le percement des rues Étienne-Marcel et de Turbigo qui absorbent des tronçons de la rue Mauconseil et de la rue de Mondétour et par la création de la rue Pierre-Lescot en régularisation et prolongement de la rue Saint-Jacques de l’hôpital. 

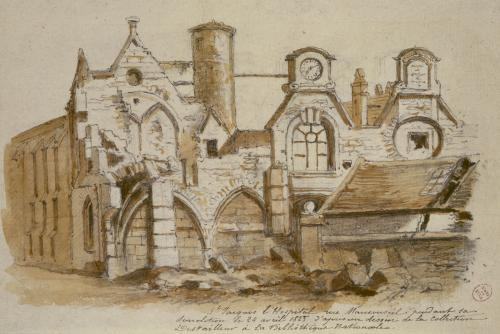
L’hôpital en démolition en 1823 dessin de Jules Chauvet
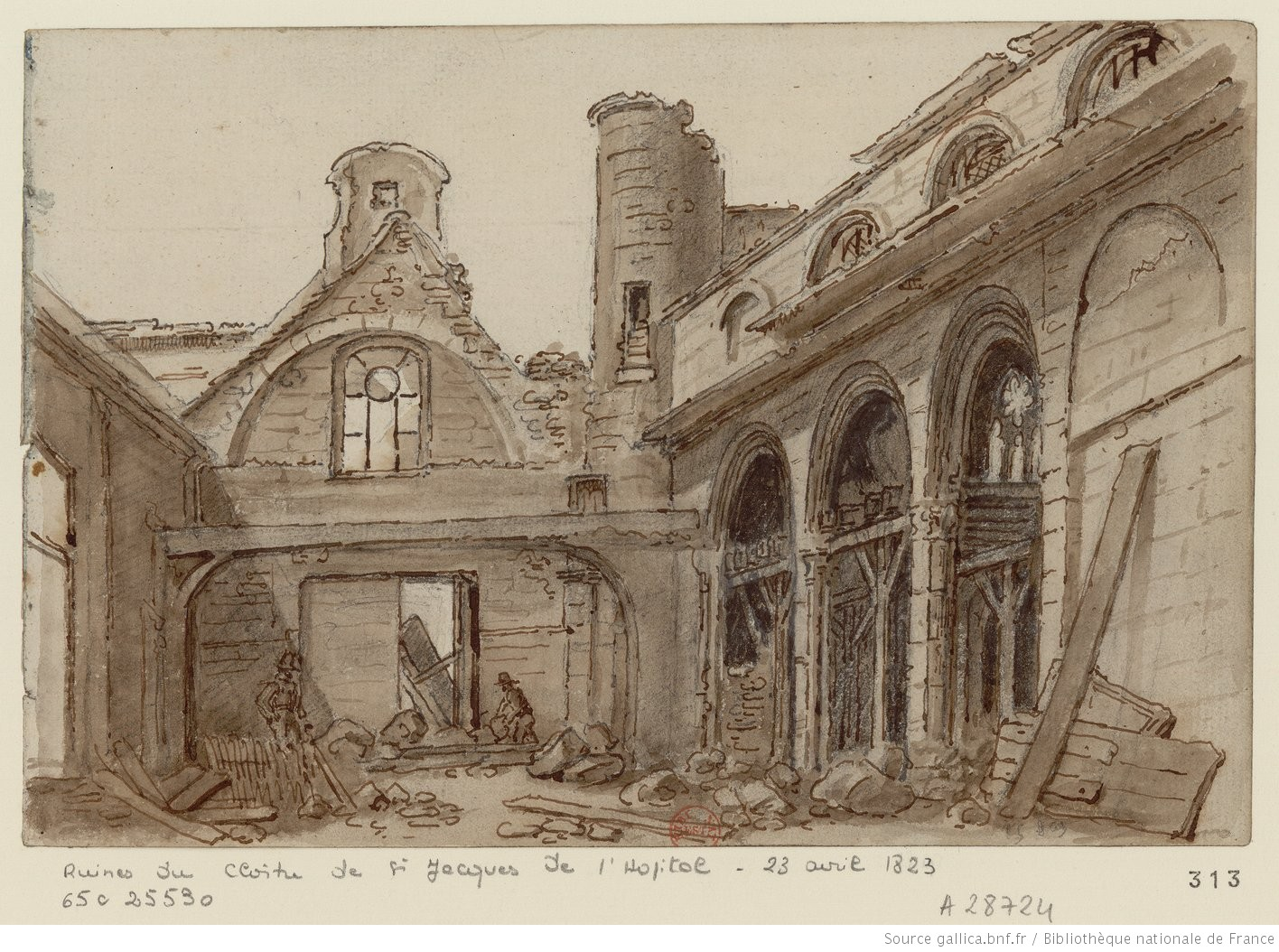
Ruines du cloître St Jacques en 1823

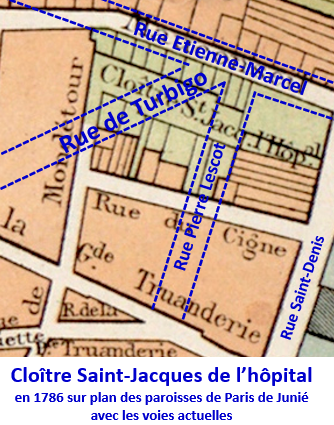
Hôpital St-Jacques sur plan Junié de 1786 avec les voies actuelles
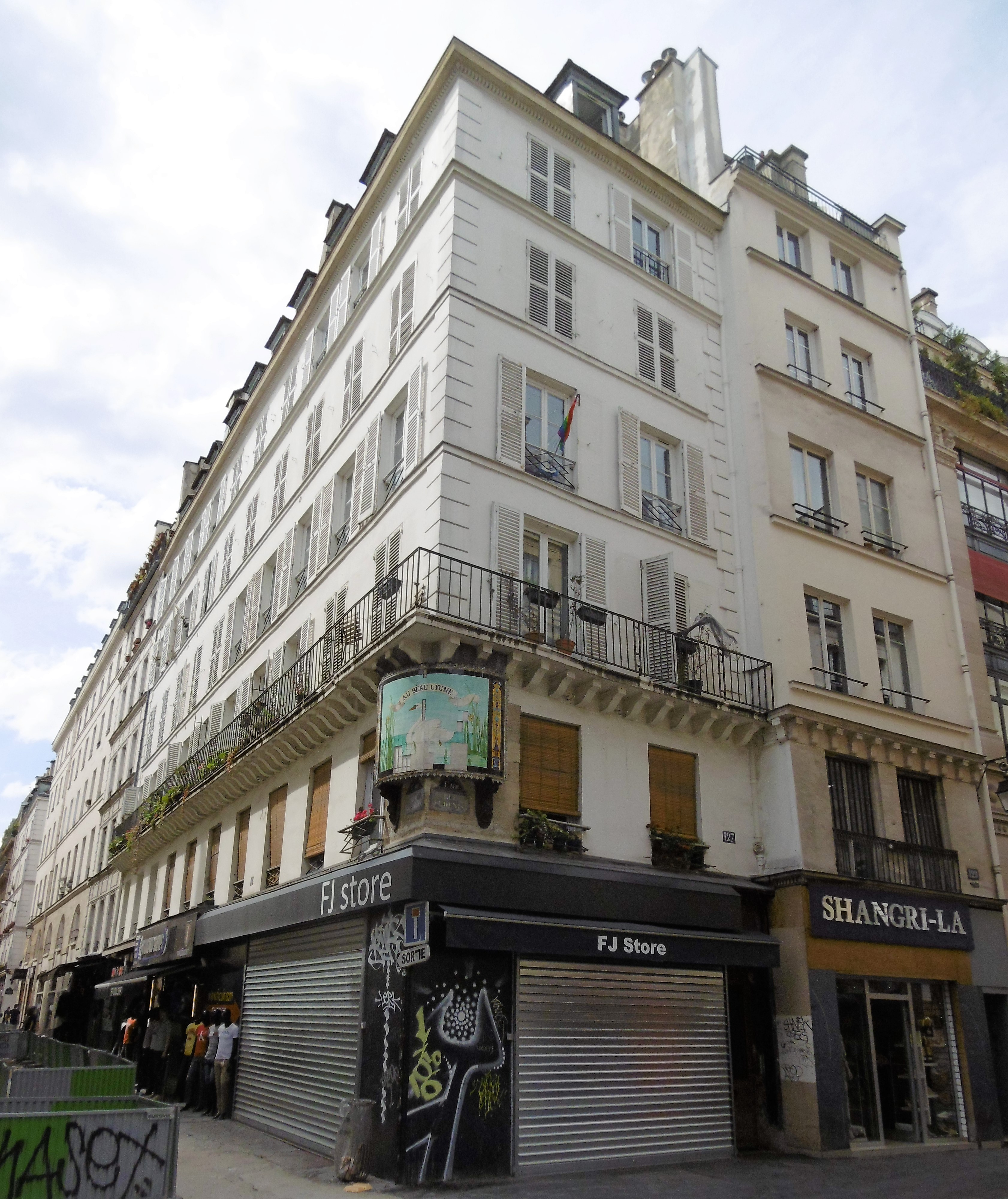
Rue St Denis rue du Cygne immeubles à l’emplacement de l’ancien hôpital
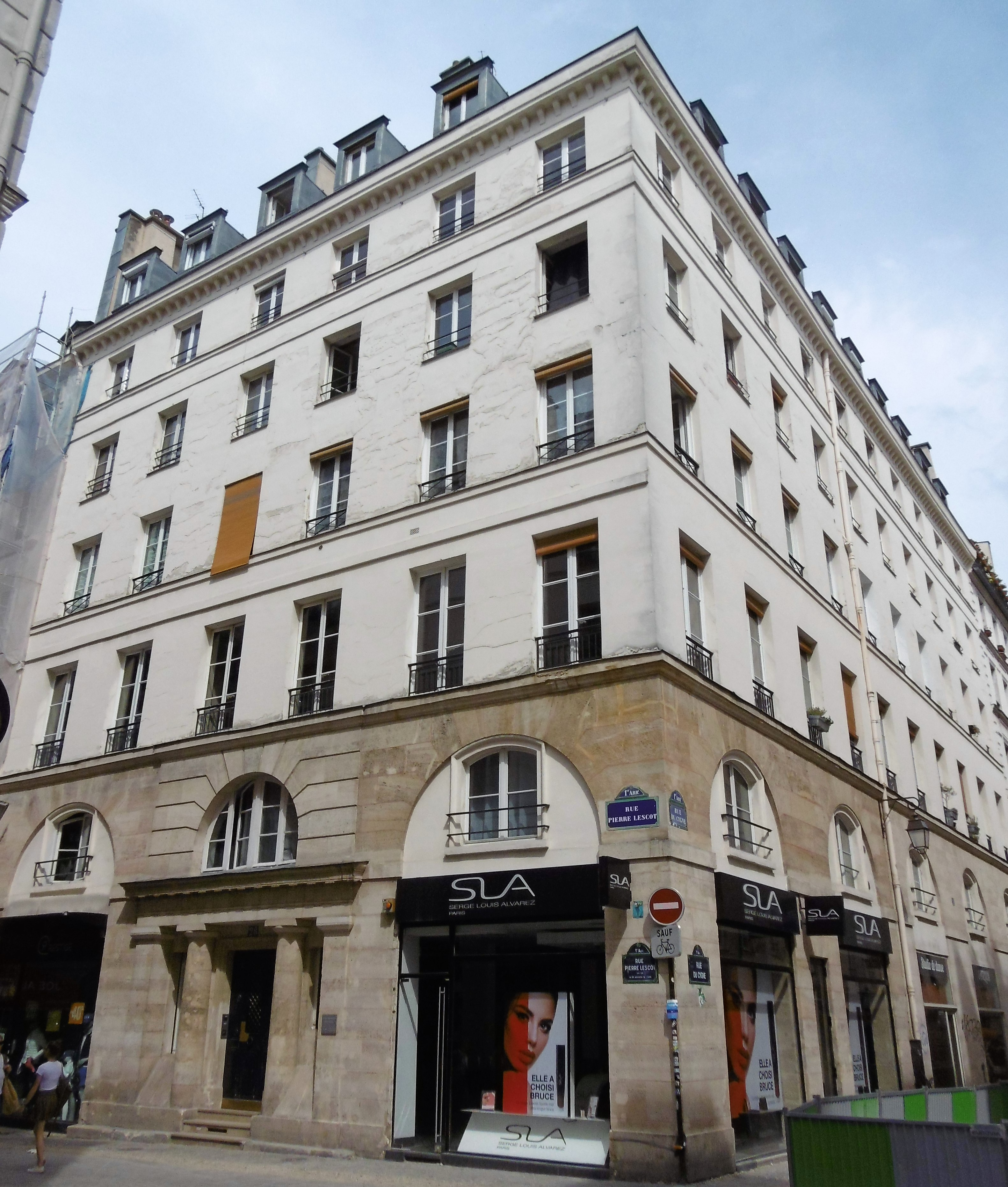
Rue Pierre-Lescot rue du Cygne emplacement de l’ancien hôpital Saint-Jacques aux Pèlerins

## Vestiges

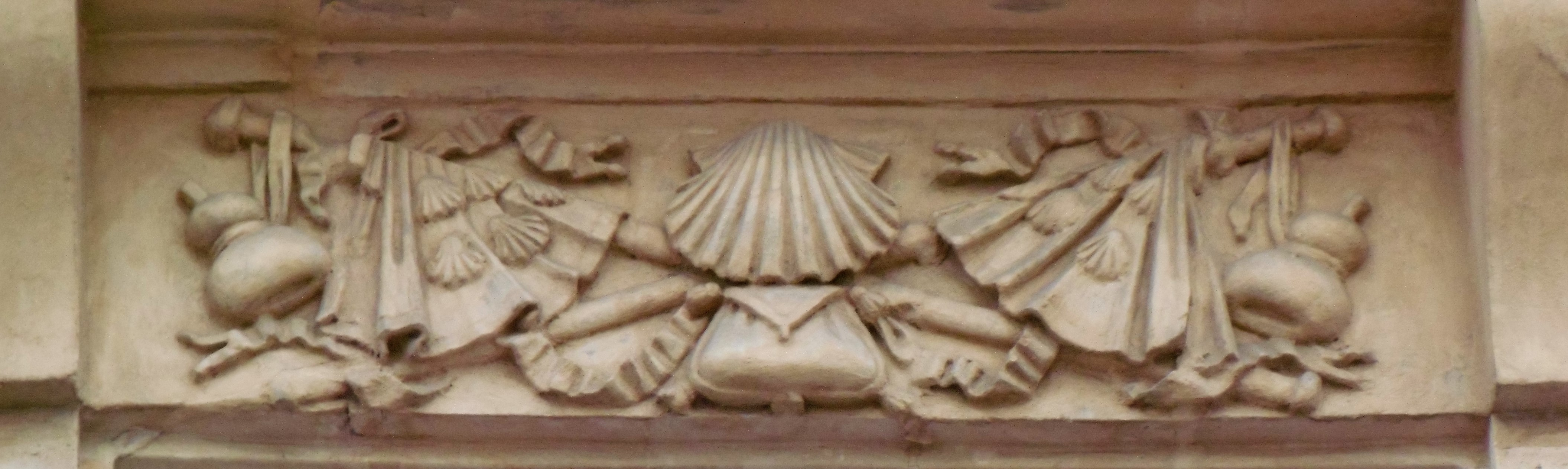
Bas relief sur immeuble du 17 rue Pierre Lescot

5 statues de Saint-Jacques et de 4 autres d’apôtres, probablement oeuvres  de Robert de Launoy, récupérées lors des travaux de démolition sont acquises en 1852 par le musée de Cluny et trois autres placées sur la façade d’un magasin «aux statues de Saint-Jacques» ouvert en 1840. Les deux statues visibles au premier étage à l’angle de la rue Saint-Denis et de la rue Etienne Marcel sont des copies.
Des décorations de coquilles et bourdons de pèlerins dans deux encadrements de fenêtre de l’immeuble du 17 rue Pierre-Lescot et une plaque sur cet immeuble côté rue du Cygne rappellent son existence (l’hôpital était situé de l’autre côté de la rue).

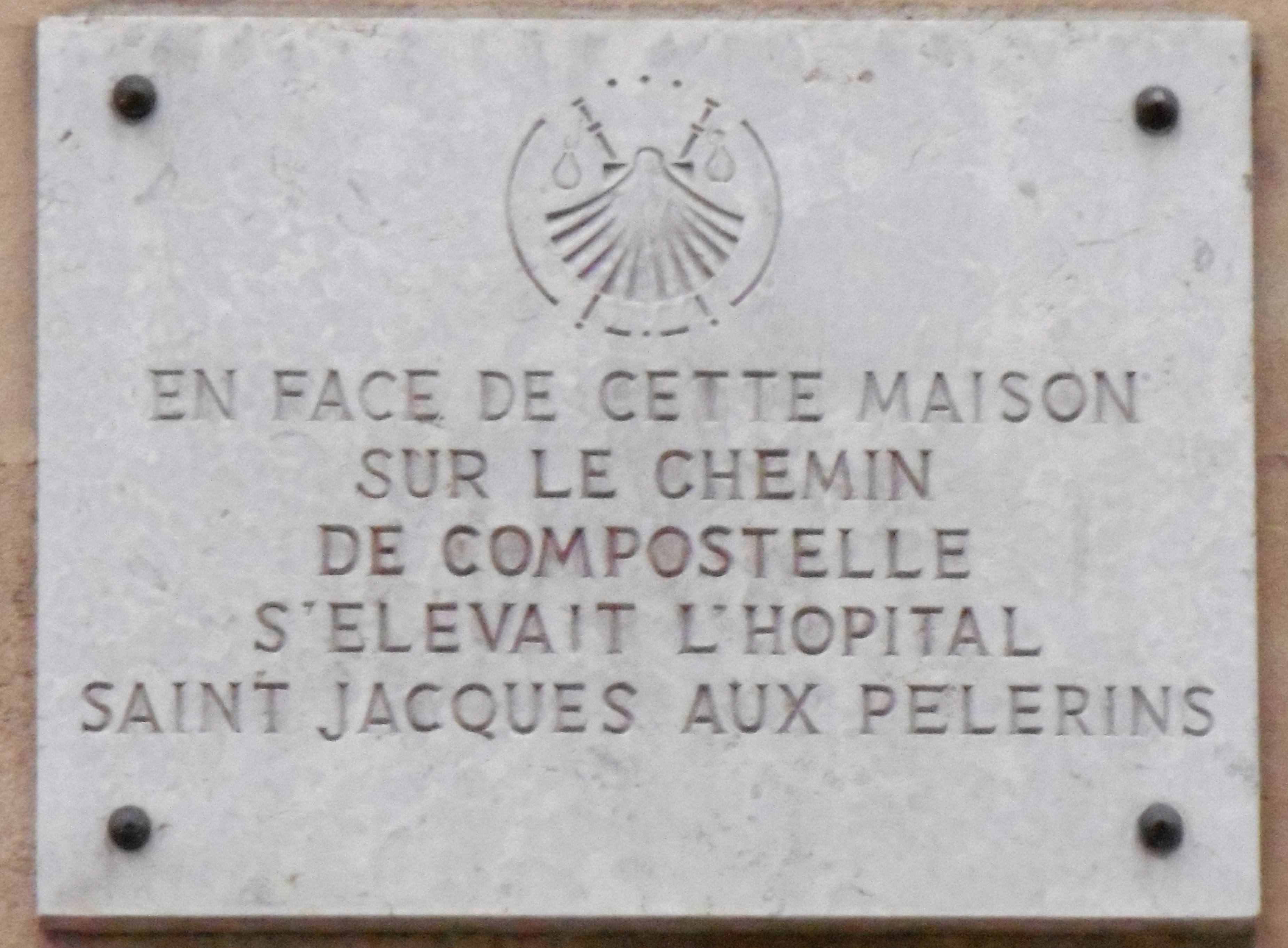
plaque St Jacques aux Pèlerins sur immeuble rue du Cygne
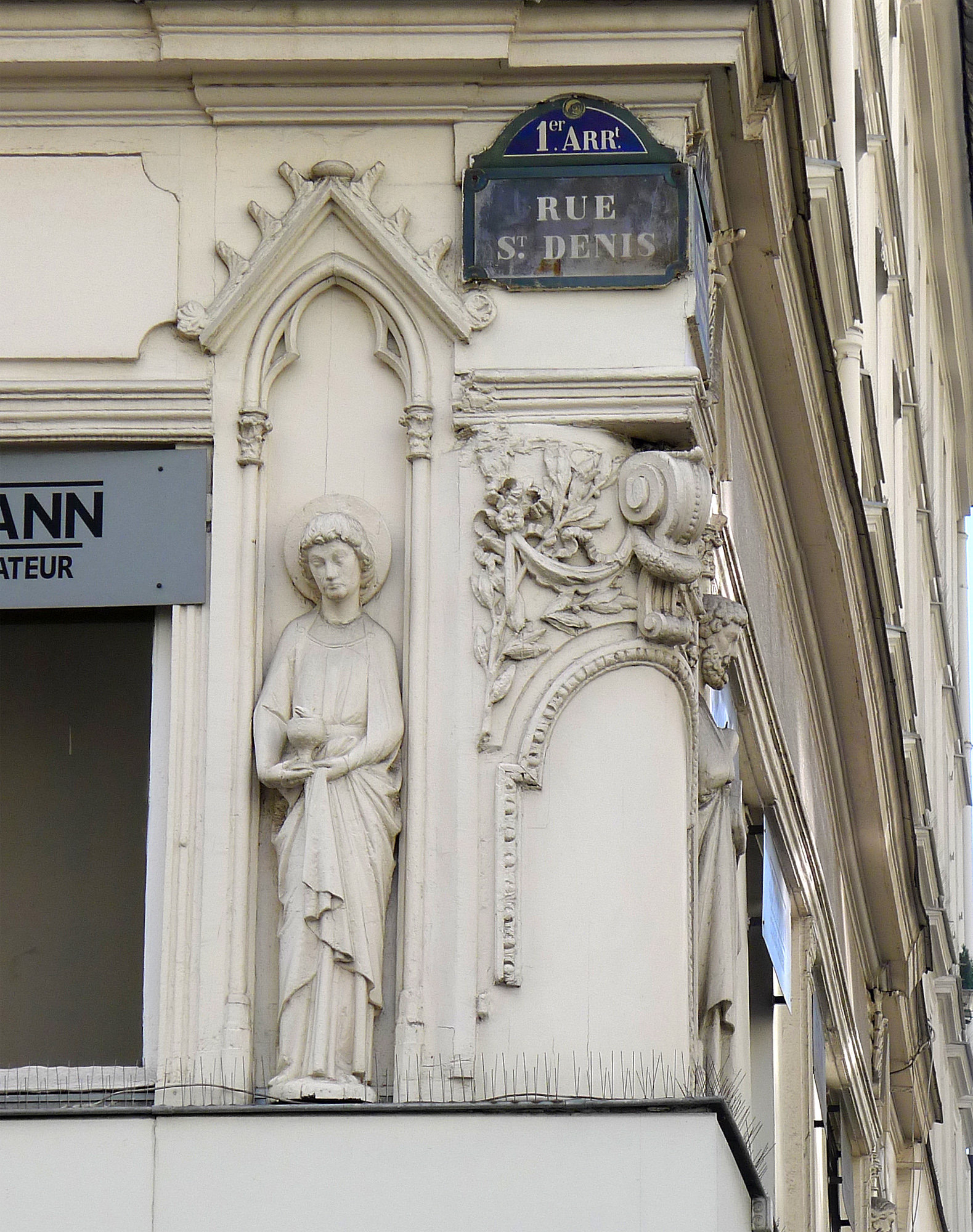
Statue de Saint-Jacques à l’angle de la rue Saint-Denis et de la rue Etienne-Marcel

## Evènements
L’hôpital est le lieu choisi pour l’accouchement de la reine Jeanne d’Evreux veuve du roi Charles VI. L’enfant né le 1er avril 1328 est une fille prénommée Blanche qui fut écartée du trône. Son cousin germain choisi pour la succession fut Philippe VI, premier roi de la branche des Valois.
Étienne Marcel qui avait fait en 1344 un don important à l’hôpital, le choisit comme lieu de rendez-vous de ses partisans le 12 janvier 1348.
Une oraison funèbre y fut prononcée le 5 août 1789 par l'abbé Fauchet à la mémoire des citoyens morts lors de la prise de la Bastille.